# PMMT Arquitectura

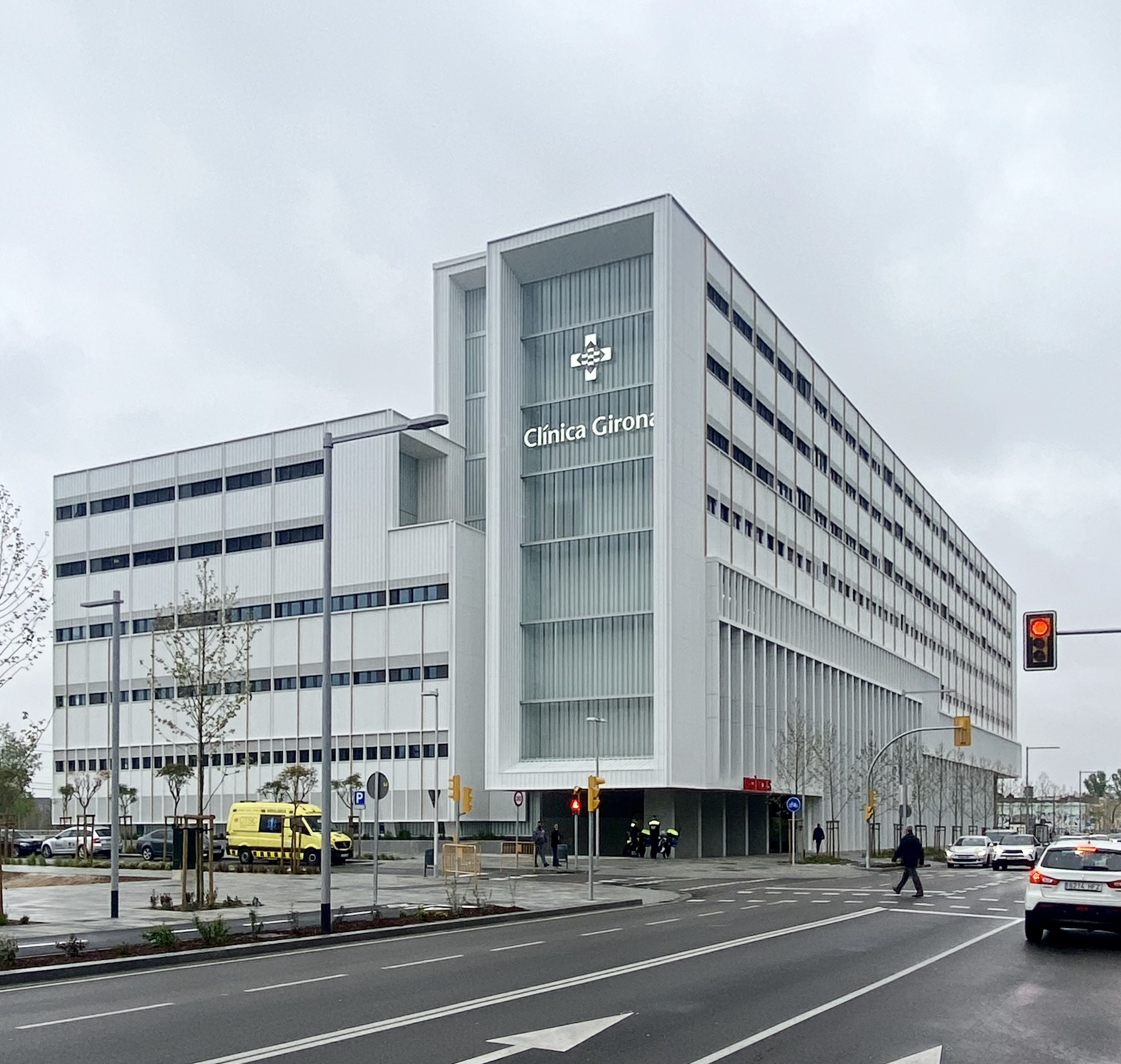
Clínica Girona

PMMT Arquitectura és una empresa fundada pels arquitectes Patricio Martínez i Maximià Torruella l'any 2001, amb seus a Barcelona i a Madrid. L'empresa està especialitzada en el disseny d'edificis sanitaris i sociosanitaris, i ha construït hospitals a Europa, Àfrica i l'Amèrica del Sud.
L'empresa va col·laborar amb el Sistema de Salut Públic de Catalunya (CatSalut) en el desenvolupament de noves tipologies hospitalàries per a reforçar el sistema sanitari local enfront de la crisi provocada per la COVID-19 durant els anys 2020 i 2021. Com a resultat PMMT Arquitectura va dissenyar i construir l'Edifici Hospitalari Polivalent al Parc Sanitari Pere Virgili de Barcelona i l'Edifici Hospitalari Polivalent a l'Hospital Universitari Arnau de Vilanova de Lleida. El primer va ser premiat en els Premis Arquitectura 2021 del CSCAE i tots dos van ser reconeguts en els Premis Catalunya Construcció 2021.

## Obres representatives[calcitació]
- 2022: Clínica Girona (Girona)
- 2021: Edifici Hospitalari Polivalent per a l'Hospital Arnau de Vilanova (Lleida)
- 2021: Edifici Hospitalari Polivalent per al Parc Sanitari Pere Virgili (Barcelona)

## Premis
- 2021: Premis Catalunya Construcció. Reconeixement especial al Parc Sanitari Pere Virgili de Barcelona.[cal citació]
- 2021: Premis Arquitectura CSCAE. Premio Professió: Valors professionals. Edifici UCI-COVID en el Parc Sanitari Pere Virgili de Barcelona.[cal citació]
- 2022: XIX Premis Catalunya Construcció del CAATEEB. Premi a la Innovació. Clínica Girona.[7]